# Dolfijnmeeuw
De dolfijnmeeuw (Leucophaeus scoresbii) is een vogel uit de familie Laridae (meeuwen).

## Verspreiding en leefgebied
Deze soort komt voor aan de kusten van zuidelijk Chili, Argentinië en de Falklandeilanden.

## Status
De grootte van de populatie wordt geschat op 10-28 duizend vogels. Op de Rode lijst van de IUCN heeft deze soort de status niet bedreigd.